# Ritos de Dunwich
Ritos de Dunwich es una antología de relatos de horror cósmico inspirada en el universo de Howard Phillips Lovecraft, aunque realizada por escritores de terror españoles.
Publicada por Edge Entertainment en 2017, la obra está dirigida por el escritor y antólogo Rubén Serrano y fue realizada póstumamente bajo el sello de Nocte, la Asociación Española de Escritores de Terror, tras su disolución.
Los relatos se centran en una ubicación lovecraftiana, el pueblo de Dunwich que forma parte de lo que se ha dado en llamar "el país de Lovecraft".
Este volumen fue el cuarto de la línea editorial iniciada por Edge Entertainment en 2011 con Los nuevos Mitos de Cthulhu y que fue seguida en 2012 por Las mil caras de Nyarlathotep y Donde reside el horror en 2014.

## Relatos
La obra consta de un prólogo obra de Rubén Serrano y un total de 14 relatos:
- El horror de Dunwich, de Howard Phillips Lovecraft
- Un poco de hospitalidad, de Roberto J. Rodríguez
- La ciudad al borde del tiempo, de Francisco José Segovia Ramos
- A dos millas de Dunwich, de Aitor Solar
- No han sido suficientes, de Javier Martos Angulo
- El regulador, de Juan Díaz Olmedo
- Frutos del bosque, de Beatriz T. Sánchez
- Hijo del umbral, de Julián Sánchez Caramazana
- Retorno a Dunwich, de Pedro L. López
- Inocencia (El país noche dentro), de Álvaro Aparicio
- Dunwich, Inglaterra, de Rocío Tizón
- Estirpe impía, de Oskar Maestu
- Esperando a los dioses, de José María Tamparillas
- Tras los pasos de Heinrich Schliemann, de Juan Ángel Laguna Edroso